# Bảo tàng Tribeč ở Topoľčany
Bảo tàng Tribeč ở Topoľčany (tiếng Slovakia: Tribečské múzeum v Topoľčanoch) là một bảo tàng tọa lạc ở số 291/1 phố Krušovská, thành phố Topoľčany, vùng Nitra, Slovakia. Bảo tàng này là một tổ chức văn hóa được tài trợ. Hoạt động của bảo tàng tập trung vào việc sưu tầm, nghiên cứu và giới thiệu lịch sử của việc trồng hoa, nấu mạch nha và sản xuất bia ở Slovakia. Bảo tàng hiện sở hữu hơn 90.200 hiện vật thuộc lĩnh vực khoa học tự nhiên và xã hội.

## Trụ sở của bảo tàng
Trụ sở của bảo tàng là một tòa nhà được xây dựng vào cuối thế kỷ 19, trước đây từng được sử dụng làm trụ sở của Tòa án Quận Hoàng gia và đã được công nhận là di tích văn hóa quốc gia theo quyết định của Văn phòng Di tích Cộng hòa Slovakia vào năm 2014.

## Lịch sử
Theo khởi xướng của một số người quan tâm đến lịch sử khu vực, Bảo tàng Trung tâm Nitra ở Topoľčany được thành lập vào ngày 30 tháng 4 năm 1948. Tuy nhiên, trên thực tế, bảo tàng này chỉ tồn tại ở dạng tuyên bố.
Bảo tàng ở Topoľčany chỉ được thành lập vào ngày 1 tháng 3 năm 1961 với tên gọi Bảo tàng Nghiên cứu Quê hương Quận ở Topoľčany. Sau đó, bảo tàng ở Topoľčany đã nhiều lần thay đổi tên và người sáng lập. Từ đầu thập niên 1970, bảo tàng mang tên Bảo tàng Nghiên cứu Quê hương ở Topoľčany. Vào ngày 1 tháng 1 năm 1991, bảo tàng được Bộ Văn hóa Cộng hòa Slovakia tiếp quản. Sáu năm sau, bảo tàng mất tư cách pháp nhân, nhưng lấy lại được tư cách pháp nhân vào ngày 1 tháng 4 năm 1999. Ba năm sau, Bảo tàng Tribeč ở Topoľčany được đưa vào danh mục các bảo tàng khu vực.